# Zoe Rosinach Pedrol
Zoe Rosinach Pedrol (Lleida, 6 de febrer de 1894 - Saragossa, 31 de gener de 1973) Fou la primera doctora en Farmàcia de l'Estat espanyol. Nasqué en una família liberal i culta. El suport dels seus pares i la seva vocació i persistència van convertir-la en pionera, en doctorar-se en farmàcia l'any 1920. La seva vida va ser sempre una lluita constant per aconseguir el seu objectiu, treballar de farmacèutica.

## Biografia
Zoe Rosinach nasqué el 6 de febrer de 1894 a Lleida. El seu pare, Pau Rosinach, natural de Juneda, era dentista ambulant i la seva mare, Carme Pedrol, era llevadora. Zoe fou la primera nena després de dos nens, i després d'ella encara nasqué la seva germana Pau, amb qui compartí inquietuds vitals.

### Carrera acadèmica
La presència de la dona a la universitat encara tenia algunes traves legals, però després d'estudiar a l'Institut General i Tècnic de Lleida el juny de 1913, Zoe va començar a cursar Farmàcia a la Universitat de Barcelona. L'any 1920 es doctorava en Farmàcia, amb la qualificació d'excel·lent. Esdevenia la primera doctora catalana i espanyola en aquesta disciplina, i la seva imatge apareixia a la premsa estatal.
La seva carrera acadèmica, però, no fou fàcil. A part de les dificultats externes, l'assistència diària a les classes també era complicada. Rosinach i dues companyes més s'asseien separades dels homes i un catedràtic les acompanyava diàriament a casa per tal de protegir la seva integritat. La negativa d'un catedràtic a aprovar-li la Química Analítica l'obligà a traslladar la matrícula a la Universitat Central de Madrid, on acabà els estudis amb les màximes qualificacions el 1917. El títol no li fou expedit fins al 1919, però mentrestant Rosinach va convèncer el catedràtic Francisco de Castro perquè li sol·licités una plaça d'investigadora a l'Institut Nacional d'Higiene Alfons XIII. La instància fou aprovada i poc temps després, el 17 de juny de 1920, llegia i aprovava la seva tesi doctoral dirigida pel doctor Antonio Ruíz Falcó, que es va titular «Bacilos diftèrico i pseudo diftèrico. Crítica de los procedimientos empleados para su diferenciación y modificación producida al método de Costa, Proisier y Dauvergne». Rosinach no demanà el títol de doctora fins a l'any 1952.

### Reconeixement
Tot i això, la societat no estava preparada per al progrés acadèmic i professional de la dona. La seva vocació i contumàcia van facilitar, però, que els elogis a la seva constància arribessin. Rebé una felicitació en persona del rei i la revista Blanco y Negro reproduí la seva fotografia com a primera doctora en farmàcia d'Espanya. Aquest fet tingué ressò a Lleida i el Butlletí Oficial de Farmacèutics també publicà la seva fotografia acompanyada d'una felicitació.

### Feminisme
Els darrers anys a Madrid Rosinach estigué acompanyada de la seva germana Pau, que també traslladà la matrícula de medicina de la Universitat de Barcelona a la Central el setembre de 1917. Un mes després de Zoe, Pau aprovà odontologia. Foren uns mesos intensos, durant els quals les dues germanes, de la mà de Victoria Kent, participaren en els primers moviments feministes espanyols.
Rosinach s'implicà tant que el 1920 fou nomenada primera secretària de la Juventud Universitaria Feminista de Madrid, fundada sota l'empara de l'Asociación Nacional de Mujeres Españolas, primera organització espanyola creada el 1918 en defensa dels drets de les dones, i es traslladà a Barcelona amb la seva germana Pau per fundar-hi una delegació.

### Matrimoni i trasllat a Terol
La vida de Rosinach canvià radicalment quan conegué el doctor Pedro Baringo Alcolea en un dels viatges que feia entre Barcelona i Madrid. Després d'un curt nuviatge es casaren i Rosinach es traslladà a Albalat de l'Arzebispe, on el seu marit tenia assignada la plaça. En poc temps la parella tingué dos fills: Joaquín i Pedro. Aquests foren uns anys difícils per a Rosinach, que es trobava en un poble on la majoria de la població era contrària al treball professional de la dona i on estava lluny de tots els que coneixia. Tot i això, la seva oportunitat arribà, i quan el farmacèutic titular del poble morí el 1930, es donà d'alta al Col·legi de Farmacèutics de Terol per ocupar el lloc interinament. El 1932, transcorregut el termini establert per la llei del moment, obrí la primera farmàcia al seu nom al mateix edifici on vivia i on el seu marit també tenia la consulta.
A començaments de la dècada dels anys 30, Rosinach havia reorganitzat la seva vida i compaginava la família amb la farmàcia. Foren un matrimoni culte i facilitaren que ambdós fills estudiessin carreres universitàries. Joaquín, mort el 1987, es doctorà en farmàcia el 1950. Pedro, el menor, estudià Dret i fou un destacar professor universitari i president de la Diputació de Saragossa de 1970 a 1974.
Aquesta estabilitat familiar, però, va veure's alterada per la conflictivitat política que vivia el país en aquella dècada. A Albalat, Pedro era considerat de dretes, i l'abril de 1936 va explotar un petit artefacte a la casa familiar. La situació empitjorà i el 26 de maig la família marxà a correcuita a Saragossa. Un cop allà, Pedro fou empresonat per «roig».

### Saragossa
Aquests primers anys a Saragossa foren difícils per al matrimoni, ja que el marit estava sota sospita política i Rosinach demanava la col·legiació sense rebre resposta. Finalment, el 1937, rebé una resposta afirmativa i el 15 de gener de 1938 el col·legi l'autoritzava a obrir una farmàcia al número 1 del carrer de les Cortes de Aragón. Una empresa del ram l'avalà amb l'única penyora de la seva paraula. El 20 de maig de 1941 la traslladà definitivament al carrer d'Hernán Cortés, 34, i la regentà fins a la seva mort, el 31 de gener de 1973. El seu fill Joaquín la dirigí fins a l'any 1983, en què la traspassà.
Rosinach, com a farmacèutica, destacava per l'elaboració, gairebé artesana, de fórmules magistrals, i es veié impotent quan els darrers anys de la seva vida es dedicava simplement a expedir medicaments comercials.

## Llegat
A la ciutat de Lleida hi ha uns jardins que porten el seu nom en homenatge a la seva tasca pionera. El 2003 el col·legi de farmacèutics local li va dedicar un homenatge a La Paeria.